# Karol Pieniek

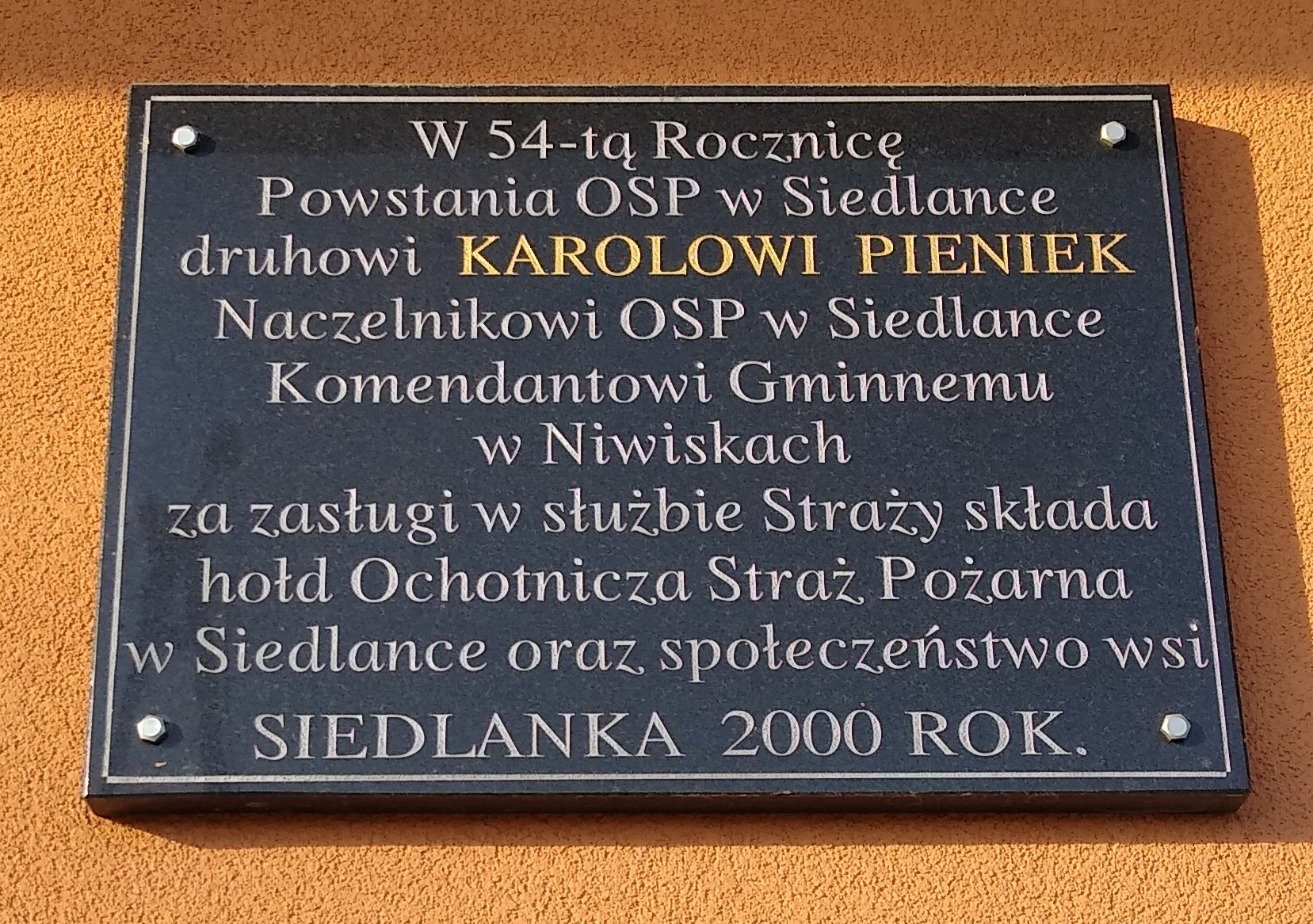
Tablica upamiętniająca Karola Pieńka

Karol Pieniek (ur. 20 kwietnia 1919, zm. 3 kwietnia 1997) – polski strażak i działacz społeczny.

## Życiorys
Do Ochotniczej Straży Pożarnej w Siedlance wstąpił w 1942 roku. W jednostce pełnił kolejno funkcje sekretarza, prezesa, a do 1996 roku naczelnika. Od 1975 roku piastował stanowisko Komendanta Gminnego Związku Ochotniczych Straży Pożarnych Rzeczypospolitej Polskiej w Niwiskach. Z jego inicjatywy powstał dom strażaka w Siedlance. W 1996 roku został honorowym naczelnikiem OSP w Siedlance.
Zmarł 3 kwietnia 1997 roku.
Miał synów (w tym Kazimierza), którzy również byli strażakami.

## Odznaczenia
- Krzyż Kawalerski Orderu Odrodzenia Polski[4],
- Złoty Krzyż Zasługi[4],
- Złoty Znak Związku OSP RP[4],
- Złoty Medal „Za Zasługi dla Pożarnictwa”[4],
- Srebrny Medal „Za Zasługi dla Pożarnictwa”[4],
- Brązowy Medal „Za Zasługi dla Pożarnictwa”[4],
- Odznaka „Zasłużony dla województwa rzeszowskiego”[4].

## Upamiętnienie
17 września 2000 roku na frontowej ścianie domu strażaka w Siedlance wmurowano tablicę upamiętniającą Karola Pieńka. Odsłonięcia tablicy dokonali synowie strażaka.